# Torneo Apertura 2023 Liga de Fútbol Femenino
El Torneo Apertura 2023 LFF, oficialmente llamado por motivo de patrocinio Torneo Apertura 2023 LFF Caja de Ahorros, fue la 9.ª edición de la principal liga de fútbol profesional Femenino en Panamá y está regulada por la Liga Panameña de Fútbol. el torneo comenzó el 1 de marzo y el 13 de junio de 2023 el Tauro FC se proclamó campeón por cuarta vez del torneo.

## Novedades
- El Atlético Chiriquí, Árabe Unido, Potros del  Este y Elite FC no participaron de este torneo.
- Los equipos debutan en este torneo fueron el Deportivo Chiriquí, CD Bocas JR y el Unión Coclé FC.
- Regresa el equipo de Chorrillo FC, después de cuatro años de ausencia.

## Sistema de competencia
119 partidos entre jornadas y playoffs finales. 
- Se jugarán 14 jornadas de ronda regular.
- Cuartos de final y semifinales de  final a partido único.

## Equipos participantes
Listado de los equipos participantes:
| Nombre               | Sede                      | Estadio                     | Capacidad | Patrocinador                                 | Uniforme     |
| -------------------- | ------------------------- | --------------------------- | --------- | -------------------------------------------- | ------------ |
| Alianza FC           | Juan Díaz, Panamá         | Luis Ernesto Tapia          | 700       |                                              | Keuka        |
| Chorrillo FC         | Ciudad de Panamá          | Balboa                      | 900       | Alcaldía de Panamá City Moda                 | Strik3r      |
| CA Independiente     | La Chorrera, Panamá Oeste | Agustín "Muquita" Sánchez   | 3 000     | CO-X Sports                                  | Everlast     |
| CIEX Sports Academy  | Panamá                    | Eagle Stadium               | 300       | Kumon                                        | Under Armour |
| CD Plaza Amador      | Panamá                    | Luis Ernesto Tapia          | 700       | Acerta Seguros More                          | Puma         |
| CD Universitario     | Penonomé, Coclé           | Virgilio Tejeira            | 900       | Universidad Latina Learnig Vila Banco LAFISE | Sheffy       |
| Deportivo Chiriquí   | Chiriquí                  | San Cristóbal               | 3 000     | Virsa Plaza Terronal                         | Bandera de ? |
| CD Bocas JR          | Bocas del Toro            | Edson Arantes do Nascimento | 1 200     |                                              | Kelme        |
| Herrera FC           | Herrera                   | Los Milagros                | 1 000     | Varela Hnos Betcris                          | Adidas       |
| Mario Méndez FC      | Chiriquí                  | San Cristóbal               | 3 000     | Alcaldía de David                            |              |
| Unión Coclé FC       | Penonomé, Coclé           | Virgilio Tejeira            | 900       | First Quantum                                |              |
| SD Atlético Nacional | Panamá                    | Luis Ernesto Tapia          | 700       | Nikos                                        | Linces       |
| SD Panamá Oeste      | Panamá Oeste              | Agustín 'Muquita' Sánchez   | 3 000     | La Cresta INN Panamá                         | 90pro        |
| Sporting SM          | San Miguelito, Panamá     | Los Andes                   | 1 450     | Sporkle Power S. A.                          | Spirits      |
| Tauro FC             | Pedregal, Panamá          | Luis Ernesto Tapia          | 700       | Dorival Betcha.pa U del Istmo                | Patrick      |
| Veraguas United FC   | Veraguas                  | Rafael Rodríguez            | 300       | Esthetics Place Gym                          | WOLF         |

### Equipos por provincias
| Provincia      | N.º | Equipos                                                                                               |
| -------------- | --- | --- |
| Panamá         | 7   | Alianza FC CD Plaza Amador Sporting SM Tauro FC SD Atlético Nacional CIEX Sports Academy Chorrillo FC |
| Panamá Oeste   | 2   | CA Independiente SD Panamá Oeste                                                                      |
| Chiriquí       | 2   | Deportivo Chiriqui Mario Méndez FC                                                                    |
| Coclé          | 2   | CD Universitario Unión Coclé FC                                                                       |
| Bocas del Toro | 1   | CD Bocas JR                                                                                           |
| Herrera        | 1   | Herrera FC                                                                                            |
| Veraguas       | 1   | Veraguas United FC                                                                                    |
| Total          | 16  | |

## Clasificación

### Clasificación
| Pos. | Equipo                  | Pts. | PJ | G  | E | P  | GF | GC | Dif. | Notas                                  |
| ---- | ----------------------- | ---- | -- | -- | - | -- | -- | -- | ---- | -------------------------------------- |
| 1    | Tauro F. C.             | 38   | 14 | 12 | 2 | 0  | 53 | 4  | +49  | Acceso directo a los cuartos de final. |
| 2    | Sporting San Miguelito  | 32   | 14 | 10 | 2 | 2  | 55 | 15 | +40  | Acceso directo a los cuartos de final. |
| 3    | C. D. Plaza Amador      | 26   | 14 | 7  | 5 | 2  | 39 | 23 | +16  | Acceso directo a los cuartos de final. |
| 4    | Chorrillo FC            | 19   | 14 | 5  | 4 | 5  | 22 | 21 | +1   | Acceso directo a los cuartos de final. |
| 5    | CIEX Academy            | 12   | 14 | 3  | 3 | 8  | 17 | 35 | −18  |                                        |
| 6    | C. A. Independiente     | 11   | 14 | 2  | 5 | 7  | 17 | 38 | −21  |                                        |
| 7    | Alianza F. C.           | 8    | 14 | 2  | 2 | 10 | 18 | 63 | −45  |                                        |
| 8    | S. D. Atlético Nacional | 8    | 14 | 1  | 5 | 8  | 17 | 39 | −22  | Último lugar.                          |

Actualizado a los partidos jugados el 3 de junio de 2023.
 Fuente: LFF, Soccerway.
| Pos. | Equipo                | Pts. | PJ | G  | E | P  | GF | GC | Dif. | Notas                                  |
| ---- | --------------------- | ---- | -- | -- | - | -- | -- | -- | ---- | -------------------------------------- |
| 1    | Mario Méndez          | 37   | 14 | 12 | 1 | 1  | 79 | 8  | +71  | Acceso directo a los cuartos de final. |
| 2    | Deportivo Chiriquí    | 25   | 14 | 7  | 4 | 3  | 27 | 20 | +7   | Acceso directo a los cuartos de final. |
| 3    | Unión Coclé FC        | 24   | 14 | 7  | 3 | 4  | 37 | 23 | +14  | Acceso directo a los cuartos de final. |
| 4    | Herrera F. C.         | 20   | 14 | 5  | 5 | 4  | 22 | 19 | +3   | Acceso directo a los cuartos de final. |
| 5    | S. D. Panamá Oeste    | 19   | 14 | 5  | 4 | 5  | 35 | 31 | +4   |                                        |
| 6    | Veraguas United F. C. | 19   | 14 | 6  | 1 | 7  | 29 | 27 | +2   |                                        |
| 7    | C. D. Bocas JR.       | 14   | 14 | 4  | 2 | 8  | 33 | 42 | −9   |                                        |
| 8    | C. D. Universitario   | 0    | 14 | 0  | 0 | 14 | 5  | 97 | −92  | Último lugar.                          |

Actualizado a los partidos jugados el 3 de junio de 2023.
 Fuente: LFF, Soccerway.

## Fase Final
|  | Cuartos de final   | Cuartos de final   | Cuartos de final   |                    |      | Semifinales        | Semifinales        | Semifinales        |  |      | Final               | Final               | Final               |  |
|  | 6 de junio de 2023 | 6 de junio de 2023 | 6 de junio de 2023 |                    |      | 9 de junio de 2023 | 9 de junio de 2023 | 9 de junio de 2023 |  |      | 13 de junio de 2023 | 13 de junio de 2023 | 13 de junio de 2023 |  |
|  |                    |                    |                    |                    |      |                    |                    |                    |  |      |                     |                     |                     |  |
|  |                    |                    |                    |                    |      |                    |                    |                    |  |      |                     |                     |                     |  |
|  | 1°CE               | Tauro FC           | 4                  |                    |      |                    |                    |                    |  |      |                     |                     |                     |  |
|  | 1°CE               | Tauro FC           | 4                  |                    |      |                    |                    |                    |  |      |                     |                     |                     |  |
|  | 4°CE               | Chorrillo FC       | 0                  |                    |      |                    |                    |                    |  |      |                     |                     |                     |  |
|  | 4°CE               | Chorrillo FC       | 0                  |                    | 1°CE | Tauro FC           | 6                  |                    |  |      |                     |                     |                     |  |
|  |                    |                    |                    |                    | 1°CE | Tauro FC           | 6                  |                    |  |      |                     |                     |                     |  |
|  |                    |                    | 2°CO               | Deportivo Chiriquí | 0    |                    |                    |                    |  |      |                     |                     |                     |  |
|  | 2°CO               | Deportivo Chiriquí | 2°CO               | Deportivo Chiriquí | 0    | 1                  |                    |                    |  |      |                     |                     |                     |  |
|  | 2°CO               | Deportivo Chiriquí |                    |                    |      |                    |                    |                    |  |      |                     |                     |                     |  |
|  | 3°CO               | Unión Coclé FC     | 0                  |                    |      |                    |                    |                    |  |      |                     |                     |                     |  |
|  | 3°CO               | Unión Coclé FC     | 0                  |                    |      |                    |                    |                    |  | 1°CE | Tauro FC            | 3                   |                     |  |
|  |                    |                    |                    |                    |      |                    |                    |                    |  | 1°CE | Tauro FC            | 3                   |                     |  |
|  |                    |                    | 2°CE               | Sporting SM        | 1    |                    |                    |                    |  |      |                     |                     |                     |  |
|  | 1°CO               | Mario Méndez FC    | 2°CE               | Sporting SM        | 1    | 11                 |                    |                    |  |      |                     |                     |                     |  |
|  | 1°CO               | Mario Méndez FC    |                    |                    |      |                    |                    |                    |  |      |                     |                     |                     |  |
|  | 4°CO               | Herrera FC         | 1                  |                    |      |                    |                    |                    |  |      |                     |                     |                     |  |
|  | 4°CO               | Herrera FC         | 1                  |                    | 1°CO | Mario Méndez FC    | 0                  |                    |  |      |                     |                     |                     |  |
|  |                    |                    |                    |                    | 1°CO | Mario Méndez FC    | 0                  |                    |  |      |                     |                     |                     |  |
|  |                    |                    | 2°CE               | Sporting SM        | 4    |                    |                    |                    |  |      |                     |                     |                     |  |
|  | 2°CE               | Sporting SM        | 2°CE               | Sporting SM        | 4    | 2                  |                    |                    |  |      |                     |                     |                     |  |
|  | 2°CE               | Sporting SM        |                    |                    |      |                    |                    |                    |  |      |                     |                     |                     |  |
|  | 3°CE               | CD Plaza Amador    | 0                  |                    |      |                    |                    |                    |  |      |                     |                     |                     |  |
|  | 3°CE               | CD Plaza Amador    | 0                  |                    |      |                    |                    |                    |  |      |                     |                     |                     |  |
|  |                    |                    |                    |                    |      |                    |                    |                    |  |      |                     |                     |                     |  |

### Cuartos de final

#### Tauro FC - Chorrillo FC
| 6 de junio de 2023, 16:00 | Tauro FC | 4:0     | Sporting SM | Estadio Los Andes, Panamá |  |
|                           |          | Reporte |             |                           |  |

#### Deportivo Chiriquí - Unión Coclé FC
| 6 de junio de 2023, 16:00 | Deportivo Chiriquí | 1:0     | Unión Coclé FC | Estadio San Cristóbal, David |  |
|                           |                    | Reporte |                |                              |  |

#### Mario Méndez FC - Herrera FC
| 6 de junio de 2023, 20:00 | Mario Méndez FC | 11:1    | Herrera FC    | Estadio San Cristóbal, David |  |
|                           | E. Arauz 11' 27' 52' 54' · Y. Batista 22' 37' · E. Pitti 26' · K. Rodríguez 47' · Y. Atencio 62' · G. Guerra 68' · J. De Gracia 82' | Reporte | 20' Z. Zapata |                              |  |

#### Sporting SM - CD Plaza Amador
| 6 de junio de 2023, 20:00 | Sporting SM                       | 2:0     | CD Plaza Amador | Estadio Los Andes, Panamá |  |
|                           | C. Montenegro 33' · A. Angulo 49' | Reporte |                 |                           |  |

### Semifinales

#### Tauro FC - Deportivo Chiriquí
| 9 de junio de 2023, 17:00 | Tauro FC                                                                                        | 6:0     | Deportivo Chiriquí | Estadio Luis Ernesto Cascarita Tapia, Panamá |  |
|                           | K. Castillo 22' · H. Jaén 49' · L. Batista 59' · Y. De León 73' · E. Cedeño 75' · N. Warren 90' | Reporte |                    |                                              |  |

| 9 de junio de 2023, 20:00 | Sporting SM                                                            | 4:0     | Mario Méndez FC | Estadio Los Andes, Panamá |  |
|                           | D. Madrid 25' · A. Quintero 41' · C. Montenegro 71' · A. Caballero 85' | Reporte |                 |                           |  |

### Final

#### Tauro FC - Sporting SM
| 13 de junio de 2023, 18:00 | Tauro FC                                    | 3:1     | Sporting SM     | Estadio Los Andes, Panamá |  |
|                            | H. Jaén 10' · S. King 40' · S. González 92' | Reporte | 43' A. Quintero |                           |  |

|                             |
|                             |
| Tauro FC Campeón 4.° título |